# Internationales Institut für angewandte Systemanalyse

Das Internationale Institut für Angewandte Systemanalyse (IIASA, International Institute for Applied Systems Analysis) ist ein unabhängiges internationales Forschungsinstitut mit Sitz in Laxenburg bei Wien (Österreich), das während des Kalten Krieges als Initiative zur wissenschaftlichen Zusammenarbeit zwischen Ost und West gegründet wurde. Mit seinen Forschungsprogrammen und -initiativen betreibt das Institut handlungsorientierte und interdisziplinäre Forschung zu Themen, die zu groß oder zu komplex sind, um von einem einzelnen Land oder einer einzelnen akademischen Disziplin gelöst zu werden. Dazu gehören Klimawandel, Energiesicherheit, Bevölkerungsalterung und nachhaltige Entwicklung. Die Ergebnisse der IIASA-Forschung und das Fachwissen der Forscher werden politischen Entscheidungsträger auf der ganzen Welt zur Verfügung gestellt, um sie dabei zu unterstützen, sachkundige und evidenzbasierte politische Entscheidungen zu treffen.

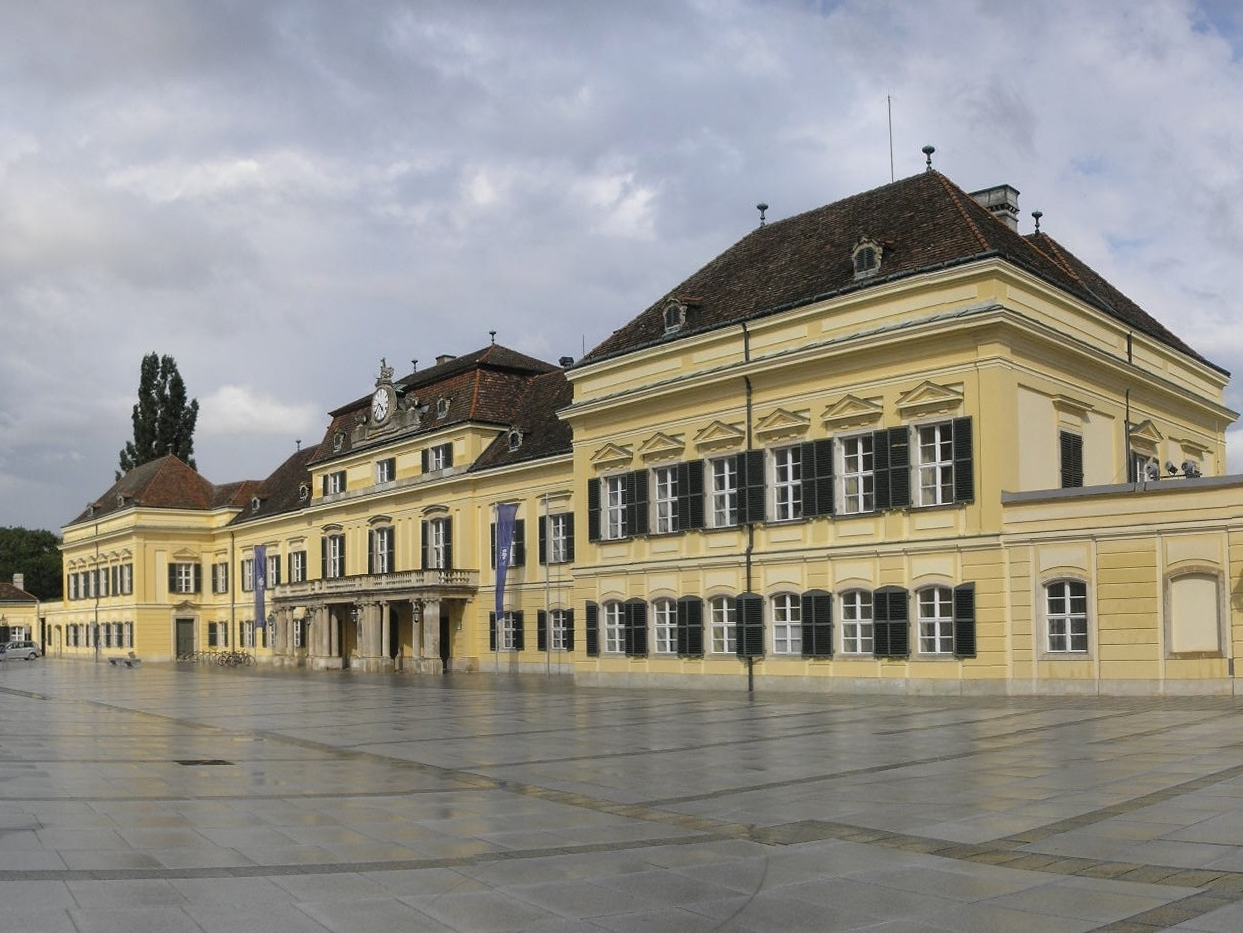
Schloss Laxenburg, Sitz des IIASA

## Organisation
Derzeit arbeiten fast 600 Forscher aus 60 Ländern mit dem Institut zusammen. Das internationale und interdisziplinäre Netzwerk des IIASA umfasst Beschäftigte, Alumni, Mitgliedsgemeinschaften, Kooperationspartner, diplomatische Partner und Gastwissenschaftler.
Das Institut wird gegenwärtig von Hans Joachim „John“ Schellnhuber geleitet. Wolfgang Lutz ist kommissarischer stellvertretender Generaldirektor für Wissenschaft. Zu den früheren Direktoren gehörten Howard Raiffa, Professor an der Harvard Business School und der Harvard Kennedy School, Roger Levien, ehemaliger Vizepräsident für Strategie bei Xerox, Leen Hordijk, ehemaliger Direktor des Instituts für Umwelt und Nachhaltigkeit der Gemeinsamen Forschungsstelle der Europäischen Kommission in Ispra, Italien, und Detlof von Winterfeldt, Professor an der University of Southern California.
Die IIASA ist eine nichtstaatliche Einrichtung, die von wissenschaftlichen Organisationen in ihren Mitgliedsländern finanziert wird, zu denen Ägypten, Brasilien, China, Deutschland, Finnland, Indien, Iran, Israel, Japan, Korea, Norwegen, Österreich, Russland, Schweden, die Slowakei, Ukraine, das Vereinigte Königreich, die Vereinigten Staaten und Vietnam gehören. Im Jahr 2022 erweiterte das IIASA seine Mitgliederzahl durch die Regionale Mitgliedsorganisation für Subsahara-Afrika (SSARMO) als Teil eines regionalen Ansatzes für die Teilnahme an den Forschungs- und Kapazitätsaufbauaktivitäten der IIASA. SSARMO umfasst 18 afrikanische Länder (Botswana, Burkina Faso, Elfenbeinküste, Äthiopien, Ghana, Kenia, Malawi, Mosambik, Namibia, Nigeria, Ruanda, Senegal, Sierra Leone, Südafrika, Tansania, Uganda, Sambia und Simbabwe), die an der Science Granting Councils Initiative (SGCI) im subsaharischen Afrika teilnehmen. Finanziert wird das Institut auch durch Verträge, Zuschüsse und Spenden von Regierungen, internationalen Organisationen, Hochschulen, Unternehmen und Einzelpersonen. Die Forschung des Instituts ist unabhängig und wird nicht durch politische oder nationale Eigeninteressen der Mitgliedsländer eingeschränkt.

## Geschichte
IIASA wurde durch eine am 4. Oktober 1972 von Vertretern der Sowjetunion, der Vereinigten Staaten und zehn weiterer Länder des Ost- und Westblocks in der Royal Society in London unterzeichnete Charta gegründet und war der Höhepunkt sechsjähriger Bemühungen, die sowohl von US-Präsident Lyndon Johnson als auch von UdSSR-Premier Alexei Kosygin vorangetrieben wurden. Für das IIASA war es der Beginn eines Projekts, das die wissenschaftliche Zusammenarbeit nutzen sollte, um Brücken über die Kluft des Kalten Krieges hinweg zu schlagen und die wachsenden globalen Probleme in einem wirklich internationalen Maßstab anzugehen. Der erste Wissenschaftler kam im Juni 1973 zu IIASA.
IIASA bildet internationale multidisziplinäre Teams, die sich mit langjährigen und neuen globalen Herausforderungen befassten. So bildet beispielsweise eine in den 1980er Jahren von einem Team aus Chemiker, Biologen und Ökonomen des IIASA durchgeführte Studie zur Wasserverschmutzung noch immer die Grundlage für die Gestaltung der modernen Wasserpolitik in Japan, den USA und der ehemaligen UdSSR.
Anstatt das Institut in den 1990er Jahren nach dem Ende des Kalten Krieges zu schließen, erweiterte es sein Mandat von einer Brücke zwischen Ost und West zu einer allgemeinen globalen Ausrichtung. Heute vereint das IIASA ein breites Spektrum wissenschaftlicher Kompetenzen, um wissenschaftlich fundierte Einsichten in kritische politische Fragen in internationalen und nationalen Debatten über den globalen Wandel zu liefern.

## Aktuelle Forschung
Die Aufgabe des IIASA besteht darin, politische Entscheidungsträger wissenschaftlich zu beraten, indem es durch angewandte Systemanalyse Lösungen für globale Probleme findet, um das menschliche Wohlergehen zu verbessern und die Umwelt zu schützen. Das Institut steht bei der Förderung der Wissenschaftsdiplomatie an vorderster Front und regt Debatten darüber an, wie die Wissenschaft dazu beitragen kann, Vertrauen zwischen Nationen aufzubauen und die Außenpolitik zu unterstützen.
Die Wiener Erklärung zur Wissenschaftsdiplomatie, ein vom IIASA erstelltes Dokument, das für ein erneuertes globales Engagement für die internationale wissenschaftliche Zusammenarbeit plädiert, um den Ländern zu helfen, stärkere Beziehungen zum Nutzen der gesamten Menschheit aufzubauen, wurde von fast zweihundert herausragenden Persönlichkeiten aus der akademischen und politischen Gemeinschaft unterstützt, darunter S.E. Ban Ki-moon, achter UN-Generalsekretär und Ko-Vorsitzender des Ban Ki-moon Centre for Global Citizens, und S.E. Tarja Halonen, 11. Präsidentin der Republik Finnland und Mitglied des Beirats für Mediation des UN-Generalsekretärs.
Im Jahr 2021 führte das IIASA eine neue Strategie zur Entwicklung und Anwendung der Systemwissenschaft zur Unterstützung des Wandels zur Nachhaltigkeit ein. Aufbauend auf fast fünfzig Jahren Erfahrung in der Systemwissenschaft positioniert die IIASA-Strategie 2021–2030 das Institut als erste Adresse für integrierte Systemlösungen und politische Erkenntnisse zu aktuellen, aufkommenden und neuartigen globalen Nachhaltigkeitsherausforderungen, Bedrohungen und Chancen. Die Strategie kombiniert drei integrierte Säulen – Forschung, Verstärkung der Wirkung und Umsetzung –, um diese Vision zu verwirklichen.
Zur Unterstützung der IIASA-Strategie hat das Institut auch eine neu gestaltete Forschungsstruktur eingeführt, um die Integration der wissenschaftlichen Arbeit im gesamten Institut zu verbessern und so das IIASA auf seinem Weg durch das globale System der Systeme zu stärken. Die neue Struktur umfasst zwei Ebenen, die aus sechs Forschungsprogrammen bestehen, die wiederum in Forschungsgruppen unterteilt sind, wobei die Möglichkeit besteht, Gruppen zu aktivieren oder zu deaktivieren, wenn sich die Prioritäten ändern:
- Advancing Systems Analysis
- Biodiversity and Natural Resources
- Economic Frontiers
- Energy, Climate, and Environment
- Population and Just Societies
- Strategic Initiatives

## Projekte
Zehn Wissenschaftler des IIASA gehörten zu den Autoren des Vierten Sachstandsberichts des IPCC (die Arbeit des IPCC, einschließlich der Beiträge vieler Wissenschaftler, wurde durch die gemeinsame Verleihung des Friedensnobelpreises 2007 gewürdigt). Forscher des IIASA leisten wichtige Beiträge zu den Arbeitsgruppen II und III des Fünften Sachstandsberichts des IPCC und sind eingeladene Mitarbeiter der Arbeitsgruppen I, II und III des Sechsten Sachstandsberichts des IPCC.
Das Modell für Wechselwirkungen und Synergien zwischen Treibhausgasen und Luftverschmutzung (GAINS) wurde 2006 als Erweiterung des RAINS-Modells eingeführt, das zur Bewertung kosteneffizienter Strategien zur Bekämpfung der Luftverschmutzung, wie Feinstaub und bodennahes Ozon, eingesetzt wird. Die chinesische Regierung hat GAINS im Jahr 2019 offiziell angenommen, um das Luftqualitätsmanagement im Land zu stärken.
Die vom IIASA geleitete Arctic Futures Initiative (AFI) in Zusammenarbeit mit dem finnischen Außenministerium resultierte in einem Bericht, in dem untersucht wurde, wie die verschiedenen Akteure in der Arktis Themen wie die menschliche Dimension, Governance, internationale Zusammenarbeit, Umweltschutz, Umweltverschmutzung, Klimawandel, Sicherheit, Wirtschaft, Tourismus, Infrastruktur sowie Wissenschaft und Bildung definieren und angehen.
Das IIASA ist ein Kernmitglied der Food and Land Use (FOLU) Coalition, die Interessenvertreter aus der Wissenschaft sowie dem öffentlichen und privaten Sektor zusammenbringt, um Lösungen zu finden und voranzutreiben, die Ernährungssicherheit, gesunde und erschwingliche Ernährung, den Verlust der biologischen Vielfalt, die Wiederherstellung und den Schutz von Ökosystemleistungen sowie die Eindämmung des Klimawandels und der Umweltverschmutzung ermöglichen.
Im Rahmen einer Partnerschaft mit der Globalen Umweltfazilität und der UN-Organisation für industrielle Entwicklung wurden im Rahmen des ISWEL-Projekts (Integrated Solutions for Water, Energy and Land) Instrumente und Kapazitäten für die kohärente Bewirtschaftung von Wasser-, Energie- und Landressourcen in den Einzugsgebieten von Indus und Sambesi entwickelt.
Gemeinsam mit dem Sustainable Development Solutions Network (SDSN) initiierte das IIASA das Food Agriculture Land Use Biodiversity and Energy (FABLE) Consortium als Wissensplattform. FABLE bringt Forschungs- und Politikteams aus 20 Industrie- und Entwicklungsländern zusammen, um Analyseinstrumente und modellgestützte Entscheidungshilfen zu entwickeln, mit denen die Fähigkeit von Entwicklungspfaden analysiert werden kann, nationale Bestrebungen zu erfüllen und gleichzeitig gemeinsam mit den Zielen für nachhaltige Entwicklung (SDGs) und dem Pariser Abkommen in Einklang zu bringen.
Das IIASA-Projekt „Challenges and Opportunities for Economic Integration within a broader European and Eurasian Space“ diente als Plattform, auf der wichtige Interessengruppen einen faktenbasierten Dialog führen konnten. Im Jahr 2018 veröffentlichte das Projekt drei Berichte mit Analysen und Empfehlungen in mehreren wichtigen Bereichen. Der erste Bericht verglich Produktnormen und technische Vorschriften in der Region und zeigte, dass die Eurasische Wirtschaftsunion internationale Normen bereits umfassender übernommen hat als bisher angenommen. Der zweite Bericht über ausländische Direktinvestitionen machte deutlich, dass die Kapitalströme zwischen der Europäischen Union und Russland rückläufig sind. Der dritte Bericht befasste sich mit den transeurasischen Landverkehrskorridoren und vertrat die Auffassung, dass die Steigerung des Handels zwischen Europa und Asien eine Erhöhung der Kapazität, die Beseitigung von Infrastrukturengpässen, die Harmonisierung des Regelungsumfelds und verstärkte damit verbundene Investitionen erfordern würde.
Seit 2010 ist das IIASA eine der drei „Säuleninstitutionen“ des Wittgenstein Centre for Demography and Global Human Capital.
Die Globale Energiebewertung des IIASA wurde im Jahr 2012 veröffentlicht. Der Bericht war das Ergebnis der gemeinschaftlichen und integrierten Arbeit von über 500 Autoren, Analytiker und Gutachter weltweit, die unabhängige, wissenschaftlich fundierte und politisch relevante Analysen aktueller und neuer Energiefragen und -optionen beisteuerten. Die Bewertung enthält eine Analyse energiebezogener Themen, darunter nachhaltige Entwicklung, Armutsbekämpfung, Eindämmung des Klimawandels, Gesundheit, Energiesicherheit und Energiezugang.

## Kritik
In die Kritik kam das Institut, als die Publikation der am Institut arbeitende israelische Ökomin Rotem Zelingher wegen angeblicher Befangenheit aufgrund ihrer Nationalität zurückgezogen hatte. Inhalt dieser Publikation behandelte die Food insecurity in the Gaza Strip: An urgent priority with deep roots. Publiziert wurde dieses Papier in der Zeit des Gaza-Krieges.

## Belege
1. 1 2  History. Abgerufen am 30. Januar 2024 (englisch).
2. ↑  What is systems analysis? Abgerufen am 30. Januar 2024 (englisch).
3. 1 2  The institute. Abgerufen am 30. Januar 2024 (englisch).
4. ↑  Annual Report 2022. Abgerufen am 30. Januar 2024 (englisch).
5. ↑  Hans Joachim Schellnhuber wird neuer Generaldirektor des IIASA. Abgerufen am 30. Januar 2024.
6. ↑  "Dr. Roger E. Levien" (PDF). VI Congreso Nacional Bibliotecas Publicas. 2012. Memento vom 24. Juli 2015. Abgerufen am 19. März 2022.
7. ↑  Past Council Chairs and IIASA Directors. Abgerufen am 30. Januar 2024 (englisch).
8. ↑  The institute. Abgerufen am 30. Januar 2024 (englisch).
9. ↑  Members. Abgerufen am 30. Januar 2024 (englisch).
10. ↑  IIASA welcomes its first regional member organization. Abgerufen am 30. Januar 2024 (englisch).
11. ↑  Alan McDONALD: Scientific Cooperation as a Bridge Across the Cold War Divide: The Case of the International Institute for Applied Systems Analysis (IIASA) 1. In: Annals of the New York Academy of Sciences. Band 866, Nr. 1, Dezember 1998, ISSN 0077-8923, S. 55–83, doi:10.1111/j.1749-6632.1998.tb09147.x (wiley.com [abgerufen am 30. Januar 2024]).
12. ↑  The founding of the institute. Abgerufen am 30. Januar 2024 (englisch).
13. ↑  L. Somlyody and G. van Straten. (March 1986). Modeling and Managing Shallow Lake Eutrophication: An overview of an IIASA book on the Lake Balaton Case Study. EXECUTIVE REPORT 10
14. ↑  Science Diplomacy. Abgerufen am 30. Januar 2024 (englisch).
15. ↑  The Vienna Statement on Science Diplomacy. Abgerufen am 30. Januar 2024 (englisch).
16. ↑  Strategy 2021-30: Reducing footprints, enhancing resilience. Abgerufen am 30. Januar 2024 (englisch).
17. ↑  "IIASA Research Plan 2021–2024 (HIGHLIGHTS)" (PDF; 2,4 MB).
18. ↑  The Nobel Peace Prize 2007. Abgerufen am 30. Januar 2024 (amerikanisches Englisch).
19. ↑  IIASA and the IPCC: Providing a solid foundation for the fight against climate change. Abgerufen am 30. Januar 2024 (englisch).
20. ↑  Fabian Wagner, Markus Amann, Imrich Bertok, Adam Chambers, Janusz Cofala,
Frank Dentener, Chris Heyes, Lena Hoglund, Chiang Kejun, Zbigniew Klimont, Ritu
Matur, Pallav Purohit, Peter Rafaj, Geza Toth, Wolfgang Schöpp, Wilfried Winiwarter: Final Report on Policy Analysis with the GAINS-Asia model. In: IIASA pure. International Institute for Applied Systems Analysis (IIASA), Institute for Environment and Sustainability (IES-JRC), Joint Research Centre of the
European Commission, Chinese Energy Research Institute (ERI), The Energy and Resources Institute (TERI), September 2008, abgerufen am 30. Januar 2024 (englisch).
21. ↑  Reissell, A. (2016). IIASA Arctic Futures Initiative And Finland, Country Of/On Extremes? Geoinformatics Research Papers 4 (BS4002) 10.2205/2016BS04Sochi.
22. ↑  IIASA. In: Food and Land Use Coalition. Abgerufen am 30. Januar 2024 (britisches Englisch).
23. ↑  "The ISWEL project" IIASA. Abgerufen am 30. Januar 2024.
24. ↑  What we do - Food, Agriculture, Biodiversity, Land-Use, and Energy (FABLE) Consortium. Abgerufen am 30. Januar 2024.
25. ↑  Vinokurov, E., Balás, P., Emerson, M., Havlik, P., Pereboev, V., Rovenskaya, E., Stepanova, A., Kofner, J. et al. (2016). Challenges and Opportunities of Economic Integration within a Wider European and Eurasian Space. Synthesis Report. In: Challenges and Opportunities of Economic Integration within a Wider European and Eurasian Space, IIASA, Laxenburg.
26. ↑  Rilka Dragneva-Lewers: Pork, Peace and Principles: the Relations between the EU and the Eurasian Economic Union. (core.ac.uk [abgerufen am 30. Januar 2024]).
27. ↑  Anatoli Beifert, Yury Shcherbanin und Evgeny Vinokurov: Correlation of investment willingness to selected criteria 33. Challenges and Opportunities of Economic Integration within a Wider European and Eurasian Space TRANS-EURASIAN LAND TRANSPORT CORRIDORS: ASSESSMENT OF PROSPECTS AND BARRIERS. In: ResearchGate.net. Januar 2018, abgerufen am 30. Januar 2024.
28. ↑  Anatoli Beifert, Yury Shcherbanin und Evgeny Vinokurov: Challenges and Opportunities of Economic Integration within a Wider European and Eurasian Space TRANS-EURASIAN LAND TRANSPORT CORRIDORS: ASSESSMENT OF PROSPECTS AND BARRIERS. In: ResearchGate.net. Januar 2018, abgerufen am 30. Januar 2024.
29. ↑  Anatoli Beifert, Yury Shcherbanin und Evgeny Vinokurov: Linear regression between assessment of inland transport corridors between EU and PRC to the difference in gauges 11. Challenges and Opportunities of Economic Integration within a Wider European and Eurasian Space TRANS-EURASIAN LAND TRANSPORT CORRIDORS: ASSESSMENT OF PROSPECTS AND BARRIERS. In: ResearchGate.net. Januar 2018, abgerufen am 30. Januar 2024.
30. ↑  Wittgenstein Centre - Wittgenstein Centre. Abgerufen am 30. Januar 2024.
31. ↑  Global Energy Assessment (GEA). Abgerufen am 30. Januar 2024 (englisch).
32. ↑  Warum die Forschungsarbeit einer Israelin bei einem der führenden Institute keinen Platz hat in Der Standard vom 5. April 2025, abgerufen am 5. April 2025

Koordinaten: 48° 4′ 6″ N, 16° 21′ 30,6″ O